# Patrick Manson

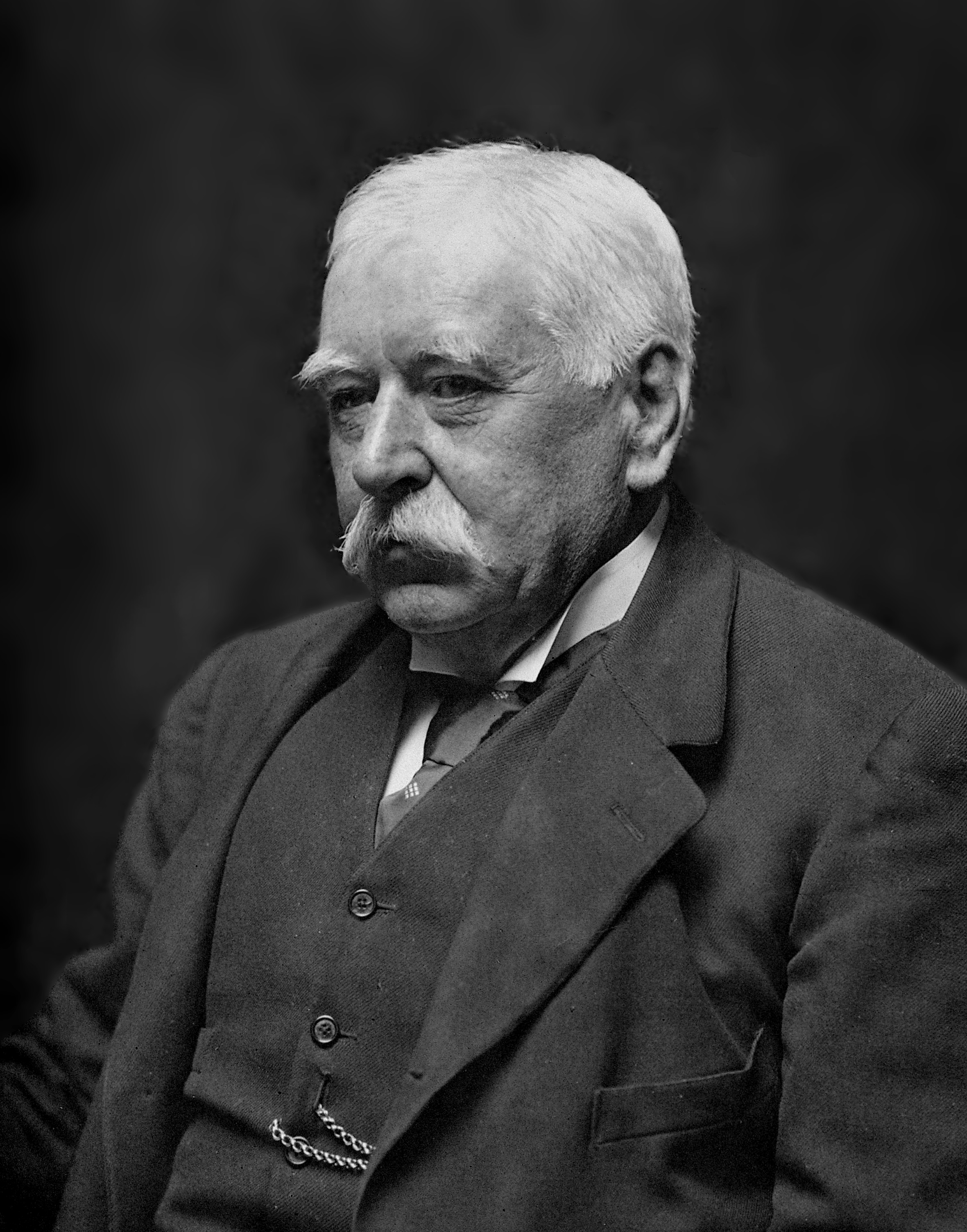
Patrick Manson

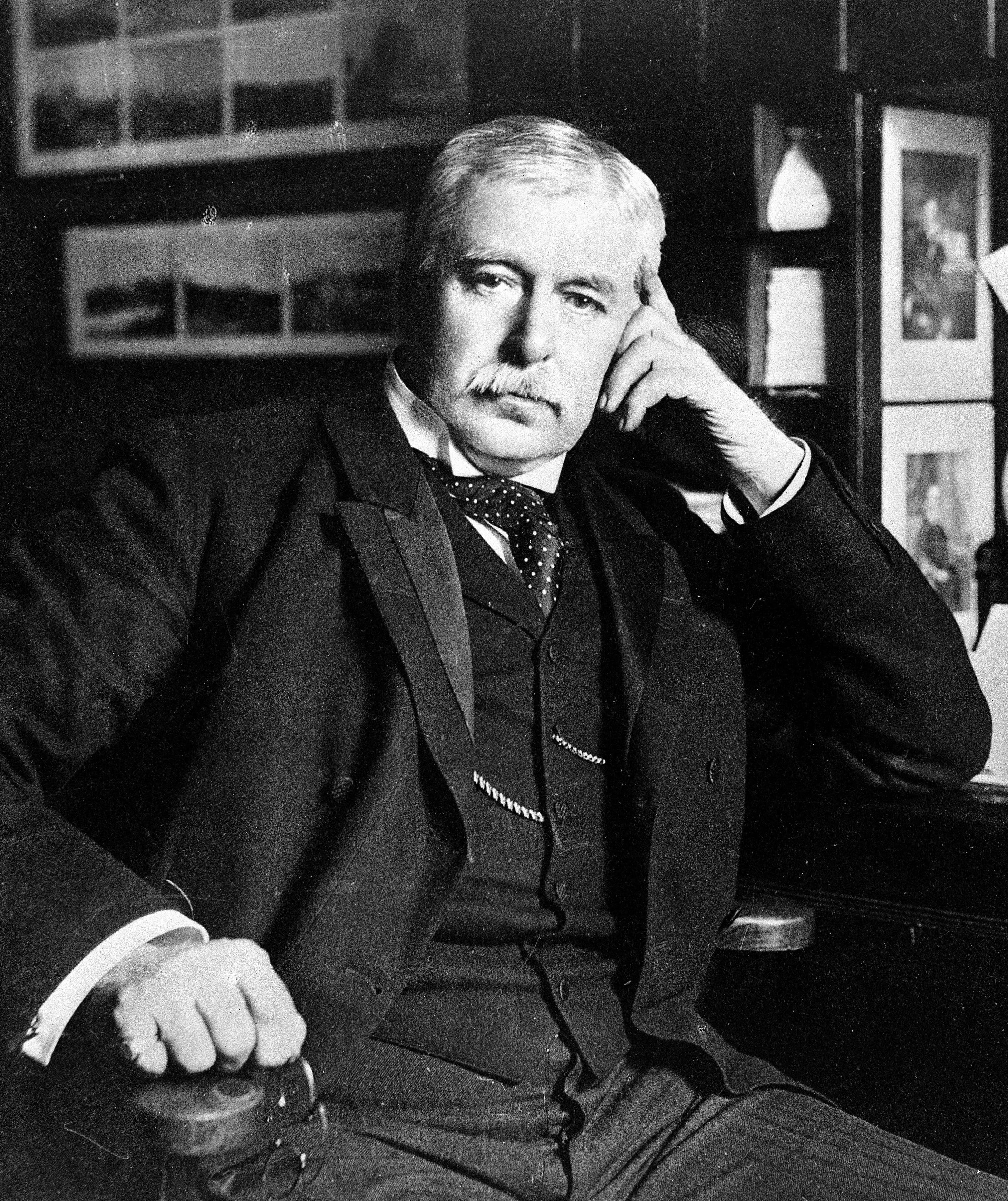
Patrick Manson

Sir Patrick Manson (* 3. Oktober 1844 in Oldmeldrum/Aberdeenshire; † 9. April 1922 in London) war ein schottischer Mediziner und Parasitologe. Er gilt als einer der Begründer der modernen Tropenmedizin.

## Leben und Werk
Manson war der Sohn eines Bankfilialleiters und wuchs im Nord-Osten von Schottland, in der Grafschaft Aberdeenshire auf. Er studierte Medizin an der Universität Aberdeen und erhielt den Bachelor of Medicine 1865. Nach der Verleihung des Master of Surgery reiste Manson 1866 als Arzt im Auftrag der britischen Kolonialverwaltung nach Formosa (heute Taiwan). Von 1871 bis 1883 war er Sanitätsoffizier im britischen Chinese Imperial Customs Service in Amoy, einer Hafenstadt in Südchina. Danach praktizierte er bis 1889 in einer eigenen Praxis in Hongkong, wo er 1887 eine Medizinische Schule und eine Medizinische Gesellschaft mitgründete. Aus der Medical School entwickelte sich 1910 die Universität Hongkong. Im Jahr 1886 gründete er zusammen mit Hongkonger Geschäftsleuten einen Milchbauernhof zur Versorgung der Bevölkerung. Dieser Betrieb namens Dairy Farm entwickelte sich bis in das 21. Jahrhundert zu einem Einzelhandelsriesen.
Manson kehrte 1889 nach London zurück. Nach zuerst eigener Praxisführung ernannte ihn die Kolonialverwaltung 1897 zu ihrem Medizinischen Sachverständigen (Medical Advisor). Er richtete umgehend eine tropenmedizinische Abteilung am Albert Dock Seamen’s Hospital ein, aus der 1899 die London School of Tropical Medicine (heute London School of Hygiene and Tropical Medicine) als ältestes Tropeninstitut entstand.
Manson hat sich in China zuerst mit den Ursachen der Elephantiasis tropica befasst. Er fand in Lymphknoten von Patienten fadenartige Würmer (Wuchereria bancrofti), die er ebenfalls in Stechmücken identifizieren konnte. Damit war erstmals ein Insekt als Überträger einer Infektionskrankheit erkannt. Manson postulierte daraufhin, dass im Falle der Malaria ebenfalls eine Stechmücke für die Übertragung des Erregers verantwortlich sei, was Ronald Ross 1898 verifizierte. Manson entdeckte darüber hinaus den Erreger der Bilharziose, der nach ihm Schistosoma mansoni benannt wurde. Desgleichen entdeckte er den Parasiten Bothriocephalus mansoni
Manson wurde erster Dozent für Tropenmedizin am St.-George- und Charing-Cross-Hospital in London sowie 1900 Mitglied der Royal Society. Er gilt aufgrund seiner Arbeiten im Bereich der tropischen Parasitologie als einer der Begründer der modernen Tropenmedizin und wird bisweilen als „Vater der Tropenmedizin“ bezeichnet. Sein Lehrbuch wird noch heute unter dem Namen Manson’s Tropical Diseases als Standardwerk des Faches fortgeführt.
Für seine Verdienste wurde er 1903 als Knight Commander des Order of St Michael and St George geadelt und 1912 zum Knight Grand Cross desselben Ordens erhoben. Seit 1910 war er korrespondierendes Mitglied der Académie des sciences.
Er ist einer der 23 ursprünglichen Namen auf dem Fries der London School of Hygiene and Tropical Medicine, die Personen aufführen, die sich um öffentliche Gesundheit und Tropenmedizin verdient gemacht haben.

## Werke (Auswahl)
- The Filaria sanguinis hominis and certain new forms of parasitic disease in India, China and warm countries. London 1883.
- On the Nature and Signifiance of the Flagellated Body in Malarial Blood. Brit. Med. Journ, 1894.
- Tropical Diseases: a Manual of the Diseases of Warm Climates. London 1898.
- Experimental proof of the mosquito-malaria theory. In: British medical Journal. Band 2, 1900, S. 949–951.
- Lectures on Tropical Diseases. London 1905.